# Wereldkampioenschappen veldrijden 1988
De wereldkampioenschappen veldrijden 1988 werden gehouden op 30 en 31 januari 1988 in Hägendorf, Zwitserland.

## Uitslagen

### Mannen, elite
| Plaats | Renner              | Land        | Tijd    |
| ------ | ------------------- | ----------- | ------- |
|        | Pascal Richard      | Zwitserland | 1:20.27 |
| Zilver | Adrie van der Poel  | Nederland   | + 1.40  |
| Brons  | Beat Breu           | Zwitserland | + 1.52  |
| 4.     | Albert Zweifel      | Zwitserland | + 4.10  |
| 5.     | Christophe Lavainne | Frankrijk   | + 5.02  |
| 6.     | Roland Liboton      | België      | + 5.47  |
| 7.     | Hansruedi Büchi     | Zwitserland | + 5.47  |
| 8.     | Hennie Stamsnijder  | Nederland   | + 6.32  |
| 9.     | Ivan Messelis       | België      | + 6.39  |
| 10.    | Yvon Madiot         | Frankrijk   | + 7.59  |

### Jongens, junioren
| Plaats | Renner              | Land                     | Tijd   |
| ------ | ------------------- | ------------------------ | ------ |
|        | Thomas Frischknecht | Zwitserland              | 44.13  |
| Zilver | Michael Müller      | Bondsrepubliek Duitsland | + 0.23 |
| Brons  | Daniel Rech         | Tsjecho-Slowakije        | + 1.05 |
| 4.     | Reto Matt           | Bondsrepubliek Duitsland | + 1.21 |
| 5.     | Pascal Müller       | Zwitserland              | + 1.25 |
| 6.     | Martin Obrist       | Zwitserland              | + 1.49 |
| 7.     | Pedro Roselle       | België                   | + 2.29 |
| 8.     | Ivan Benedetti      | Italië                   | + 2.32 |
| 9.     | David Pagnier       | Frankrijk                | + 2.42 |
| 10.    | Ján Žilovec         | Tsjecho-Slowakije        | + 2.43 |

### Mannen, amateurs
| Plaats | Renner          | Land                | Tijd    |
| ------ | --------------- | ------------------- | ------- |
|        | Carl Camrda     | Tsjecho-Slowakije   | 1:01.27 |
| Zilver | Roger Honegger  | Zwitserland         | + 0.25  |
| Brons  | Henrik Djernis  | Denemarken          | + 1.06  |
| 4.     | Bruno D'Arsie   | Zwitserland         | + 1.32  |
| 5.     | Didier Martinez | Frankrijk           | + 1.33  |
| 6.     | Vito di Tano    | Italië              | + 1.34  |
| 7.     | Dieter Runkel   | Zwitserland         | + 1.35  |
| 8.     | Bruno le Bras   | Frankrijk           | + 3.20  |
| 9.     | Timothy Gould   | Verenigd Koninkrijk | + 3.28  |
| 10.    | Eric Vervaet    | België              | + 3.56  |

## Medaillespiegel
| Plaats | Land                     | Goud | Zilver | Brons | Totaal |
| 1      | Zwitserland              | 2    | 1      | 1     | 4      |
| 2      | Tsjecho-Slowakije        | 1    | 0      | 1     | 2      |
| 3      | Nederland                | 0    | 1      | 0     | 1      |
| 3      | Bondsrepubliek Duitsland | 0    | 1      | 0     | 1      |
| 5      | Denemarken               | 0    | 0      | 1     | 1      |
| Totaal | Totaal                   | 3    | 3      | 3     | 9      |

1950 · 
1951 · 
1952 · 
1953 · 
1954 · 
1955 · 
1956 · 
1957 · 
1958 · 
1959 · 
1960 · 
1961 · 
1962 · 
1963 · 
1964 · 
1965 · 
1966 · 
1967 · 
1968 · 
1969 · 
1970 · 
1971 · 
1972 · 
1973 · 
1974 · 
1975 · 
1976 · 
1977 · 
1978 · 
1979 · 
1980 · 
1981 · 
1982 · 
1983 · 
1984 · 
1985 · 
1986 · 
1987 · 
1988 · 
1989 · 
1990 · 
1991 · 
1992 · 
1993 · 
1994 · 
1995 · 
1996 · 
1997 · 
1998 · 
1999 · 
2000 · 
2001 · 
2002 · 
2003 · 
2004 · 
2005 · 
2006 · 
2007 · 
2008 · 
2009 · 
2010 · 
2011 · 
2012 · 
2013 · 
2014 · 
2015 · 
2016 · 
2017 · 
2018 · 
2019 ·
2020 ·
2021 ·
2022 ·
2023 ·
2024 ·
2025

Categorieën

Mannen elite · 
vrouwen elite · 
mannen beloften · 
vrouwen beloften · 
jongens junioren · 
meisjes junioren · 
gemengde estafette

Voormalig:
mannen amateurs